# Сандаски (Мичиген)
Сандаски (енгл. Sandusky) град је у америчкој савезној држави Мичиген. По попису становништва из 2010. у њему је живело 2.679 становника.

## Демографија
Према попису становништва из 2010. у граду је живело 2.679 становника, што је 66 (2,4%) становника мање него 2000. године.
| Група             | 2000.         | 2010.         |
| Белци             | 2.560 (93,3%) | 2.479 (92,5%) |
| Афроамериканци    | 24 (0,9%)     | 41 (1,5%)     |
| Азијати           | 48 (1,7%)     | 30 (1,1%)     |
| Хиспаноамериканци | 94 (3,4%)     | 95 (3,5%)     |
| Укупно            | 2.745         | 2.679         |